# Kawai Ayumu
Ayumu Kawai (sinh ngày 12 tháng 8 năm 1999) là một cầu thủ bóng đá người Nhật Bản.

## Sự nghiệp câu lạc bộ
Ayumu Kawai đã từng chơi cho Sanfrecce Hiroshima.